# Ferrari Dino 206P

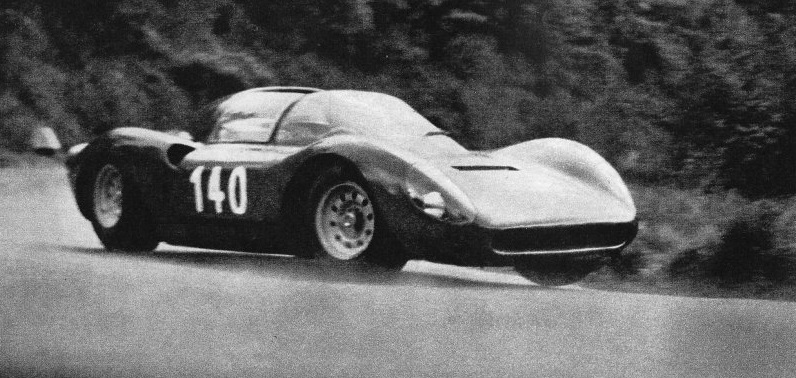
Edoardo Lualdi im Ferrari 206SP bei der Trofeo Città di Orvieto 1966

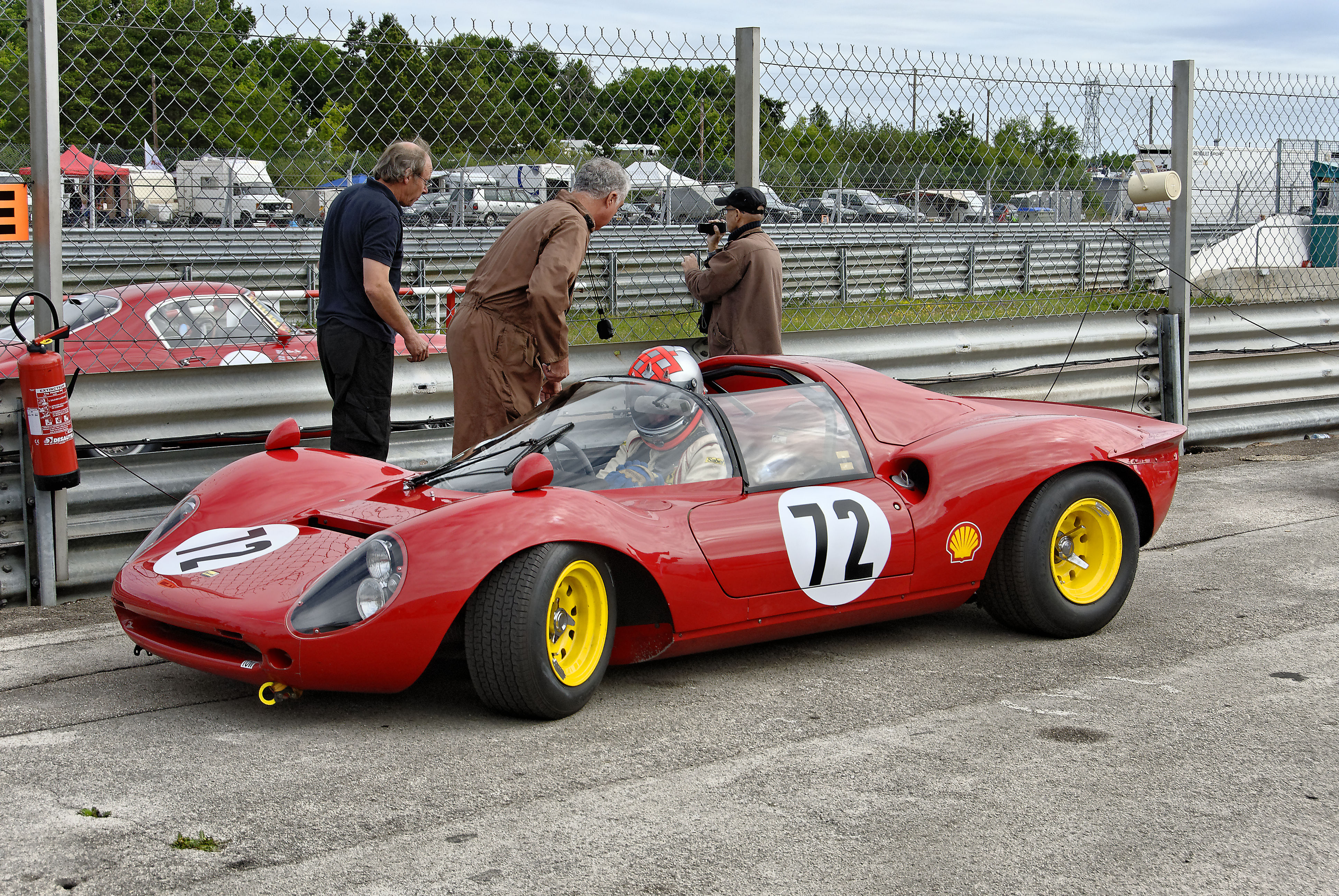
Ferrari Dino 206P

Der Ferrari Dino 206P war ein Rennsportwagen, den die Techniker der Scuderia Ferrari 1965 für Sportwagenrennen entwickelten.

## Hintergrund und Technik
Der 206P war ein umgebauter 166P. Das Fahrgestell 0834 erhielt einen 2-Liter-V6-Motor mit einer Leistung von 150 kW. Die restliche Technik wurde wie beim 166P vom Formel-1-Ferrari 156 abgeleitet.
Die Chassiskonstruktion des 206P wurde 1965 für den Rahmen des von Pininfarina entworfenen Konzeptfahrzeugs Dino Berlinetta Speciale verwendet.

## Renngeschichte
Der Dino 206P wurde vor allem bei Bergrennen eingesetzt. 1965 fuhr Ludovico Scarfiotti den Wagen in der Europa-Bergmeisterschaft und sicherte sich die Meisterschaft in der Sportwagenwertung. Beim zur Sportwagen-Weltmeisterschaft dieses Jahres zählenden Bergrennen Freiburg-Schauinsland siegte der in Turin geborene Italiener mit einem Vorsprung von knapp 2 Sekunden auf den Porsche-Werksfahrer Gerhard Mitter, der den Porsche 904/8 Bergspyder fuhr. Beim Bergrennen Ollon-Villars kam die Meldung von der Scuderia Sant Ambroeus. Wieder siegte Scarfiotti vor Mitter.
1967 bestritten Jonathan Williams und Vittorio Venturi mit dem Fahrgestell 0834 die Targa Florio und beendeten das Rennen als Gesamtvierte.